# Papa Donus
Donus (n.  ?, Roma, Italia – d. 14 aprilie 678 d.Hr., Roma, Imperiul Roman de Răsărit) a fost ales papă pe 2 noiembrie 676 și a pontificat până în 11 aprilie 678, ziua morții sale. Era fiul unui cetățean roman numit Maurițiu. Nu se cunosc multe date despre acest papă.
În timpul pontificatului său, Papa Donus s-a ocupat de îmbunătățirea arhitecturii Romei, inclusiv pavarea spațiilor din jurul Bazilicii Sf. Petru. În afară de aceasta a pus capăt unui grup de călugări nestorieni care fuseseră descoperiți în mănăstirea siriană din Roma, care a fost încredințată altor călugări.
A ajuns la o înțelegere cu arhiepiscopul de Ravenna, în sensul că l-a convins să renunțe la pretențiile de autocefalie.
În relațiile sale cu Constantinopolul a căutat să fie conciliant.
Pontificatul lui Donus a durat un an cinci luni și zece zile. Este înmormântat în Bazilica Sf. Petru din Roma.